# Carlo Ancelotti
Carlo Ancelotti (n. 10 iunie 1959, Reggiolo, Emilia-Romagna, Italia) este un fotbalist italian retras din activitate, care a jucat pe post de mijlocaș la echipe ca Roma, Milan și Parma. Pe plan internațional, are prezențe la națională pentru Italia și Italia U21⁠(d). După încheierea carierei, a devenit antrenor, și antrenează în prezent pe Echipa națională de fotbal a Braziliei. Poreclit „Carletto” în Italia și „Don Carlo” în Spania, este considerat unul dintre cei mai mari antrenori de fotbal din toate timpurile. Ancelotti a câștigat Liga Campionilor UEFA de cinci ori, un record pentru un antrenor, și este singurul antrenor care a participat la șase finale ale Ligii Campionilor. Ancelotti este, de asemenea, singurul antrenor care a câștigat titluri de campion în toate cele cinci ligi de top din Europa. A câștigat Cupa Mondială a Cluburilor FIFA de trei ori și Supercupa Europei UEFA de cinci ori, un record pentru un antrenor.
Ca jucător, Ancelotti a câștigat două Cupe Europene cu AC Milan în 1989 și 1990, fiind una dintre cele șapte persoane care au câștigat Cupa Europeană/Liga Campionilor, atât ca jucător, cât și ca antrenor. A jucat pe postul de mijlocaș și și-a început cariera la clubul italian Parma, ajutând clubul să promoveze în Serie B în sezonul 1978-79. În sezonul următor s-a mutat la Roma, unde a câștigat un titlu în Serie A și patru titluri în Coppa Italia. Apoi a jucat pentru echipa Milan de la sfârșitul anilor 1980 și a câștigat numeroase titluri, inclusiv două Scudetti și două Cupe Europene. La nivel internațional, a avut 26 de apariții și un gol pentru echipa națională a Italiei. A reprezentat Italia la două Cupe Mondiale FIFA și la UEFA Euro 1988, terminând pe locul trei la Cupa Mondială din 1990 și fiind semifinalist la turneul european.

## Palmares

### Ca jucător
Roma
- Serie A (1): 1982–83
- Coppa Italia (4): 1979–80, 1980–81, 1983–84, 1985–86

 Milan
- Serie A (2): 1987–88, 1991–92
- Supercoppa Italiana (1): 1988
- Cupa Campionilor Europeni (2): 1988–89, 1989–90
- Supercupa Europei (2): 1989, 1990
- Cupa Intercontinentală (2): 1989, 1990

### Ca antrenor
Juventus
- Cupa UEFA Intertoto (1): 1999

 Milan
- Serie A (1): 2003–04
- Coppa Italia (1): 2002–03
- Supercoppa Italiana (1): 2004
- Liga Campionilor UEFA (2): 2002–03, 2006–07,
- Supercupa Europei (2): 2003, 2007
- Campionatul Mondial al Cluburilor FIFA (1): 2007

 Chelsea
- Premier League (1): 2009–10
- FA Cup (1): 2009–10
- FA Community Shield (1): 2009

 PSG
- Ligue 1 (1): 2012–13

 Real Madrid
- La Liga (2): 2021-22, 2023-24
- Copa del Rey (2): 2013–14, 2022-23
- Liga Campionilor UEFA (3): 2013–14, 2021-22, 2023-24
- Supercupa Europei (3): 2014, 2022, 2024
- Campionatul Mondial al Cluburilor FIFA (2): 2014, 2022

 Bayern München
- Bundesliga (1)ː 2016-17
- DFB-Pokal (1)ː 2016
- DFL-Supercup (1)ː 2016

### Individual
- Antrenorul anului UEFA (1): 2002–03
- Antrenorul anului în Serie A (2): 2001, 2004
- Albo Panchina d'Oro (2): 2002–03, 2003–04
- Cel mai bun antrenor din lume IFFHS (1): 2007
- Antrenorul anului în Ligue 1 (1): 2012–13
- Antrenorul anului (World Soccer Magazine) (1): 2003
- Antrenorul lunii în Premier League (4): noiembrie 2009, august 2010, martie 2011, aprilie 2011

## Statistici

### Jucător
| Sezon         | Club          | Divizia       | Campionat | Campionat | Cupă         | Cupă         | Continental | Continental | Altele  | Altele | Total   | Total  |
| Sezon         | Club          | Divizia       | Meciuri   | Goluri    | Meciuri      | Goluri       | Meciuri     | Goluri      | Meciuri | Goluri | Meciuri | Goluri |
| Italia        | Italia        | Italia        | Campionat | Campionat | Coppa Italia | Coppa Italia | Europe      | Europe      | Altele  | Altele | Total   | Total  |
| ------------- | ------------- | ------------- | --------- | --------- | ------------ | ------------ | ----------- | ----------- | ------- | ------ | ------- | ------ |
| 1976–77       | Parma         | Serie C       | 1         | 0         | –            | –            | –           | –           | –       | –      | 1       | 0      |
| 1977–78       | Parma         | Serie C       | 21        | 8         | –            | –            | –           | –           | –       | –      | 21      | 9      |
| 1978–79       | Parma         | Serie C1      | 33        | 5         | –            | –            | –           | –           | –       | –      | 33      | 5      |
| 1979–80       | Roma          | Serie A       | 27        | 3         | 9            | 0            | –           | –           | –       | –      | 36      | 3      |
| 1980–81       | Roma          | Serie A       | 29        | 2         | 6            | 2            | 2           | 1           | –       | –      | 37      | 5      |
| 1981–82       | Roma          | Serie A       | 5         | 0         | 0            | 0            | 3           | 1           | –       | –      | 8       | 1      |
| 1982–83       | Roma          | Serie A       | 23        | 2         | 3            | 0            | 6           | 0           | –       | –      | 32      | 2      |
| 1983–84       | Roma          | Serie A       | 9         | 0         | 5            | 0            | 4           | 0           | –       | –      | 18      | 0      |
| 1984–85       | Roma          | Serie A       | 22        | 3         | 2            | 0            | 3           | 0           | –       | –      | 27      | 3      |
| 1985–86       | Roma          | Serie A       | 29        | 0         | 4            | 0            | –           | –           | –       | –      | 33      | 0      |
| 1986–87       | Roma          | Serie A       | 27        | 2         | 7            | 1            | 2           | 0           | –       | –      | 36      | 3      |
| 1987–88       | Milan         | Serie A       | 27        | 2         | 7            | 0            | 4           | 0           | –       | –      | 38      | 2      |
| 1988–89       | Milan         | Serie A       | 28        | 2         | 2            | 0            | 7           | 1           | 1       | 0      | 38      | 3      |
| 1989–90       | Milan         | Serie A       | 24        | 3         | 4            | 0            | 6           | 0           | 1       | 0      | 35      | 3      |
| 1990–91       | Milan         | Serie A       | 21        | 1         | 4            | 0            | 4           | 0           | 2       | 0      | 31      | 1      |
| 1991–92       | Milan         | Serie A       | 12        | 2         | 6            | 0            | –           | –           | –       | –      | 18      | 2      |
| Total         | Parma         | Parma         | 55        | 13        | —            | —            | —           | —           | —       | —      | 55      | 13     |
| Total         | Roma          | Roma          | 171       | 12        | 36           | 3            | 20          | 2           | —       | —      | 227     | 17     |
| Total         | Milan         | Milan         | 112       | 10        | 23           | 0            | 21          | 1           | 4       | 0      | 160     | 11     |
| Toată cariera | Toată cariera | Toată cariera | 338       | 35        | 59           | 3            | 41          | 3           | 4       | 0      | 442     | 41     |

### Internațional
| Italia | Italia  | Italia |
| An     | Meciuri | Goluri |
| ------ | ------- | ------ |
| 1981   | 4       | 1      |
| 1982   | 0       | 0      |
| 1983   | 4       | 0      |
| 1984   | 0       | 0      |
| 1986   | 5       | 0      |
| 1987   | 3       | 0      |
| 1988   | 5       | 0      |
| 1989   | 0       | 0      |
| 1990   | 4       | 0      |
| 1991   | 1       | 0      |
| Total  | 26      | 1      |

### Goluri internaționale
| Gol | Data           | Stadion                                 | Oponent       | Golul | Rezultat | Competiția      |
| --- | -------------- | --------------------------------------- | ------------- | ----- | -------- | --------------- |
| 1.  | 6 January 1981 | Estadio Centenario, Montevideo, Uruguay | Țările de Jos | 1–0   | 1–1      | Mundialito 1980 |

### Antrenor
La 4 mai 2024.
| Echipa              | Început           | Sfârșit            | Record | Record | Record | Record | Record | Ref.          |
| Echipa              | Început           | Sfârșit            | M      | V      | E      | Î      | Win %  | Ref.          |
| ------------------- | ----------------- | ------------------ | ------ | ------ | ------ | ------ | ------ | ------------- |
| Reggiana            | 1 iulie 1995      | 30 iunie 1996      | 45     | 17     | 16     | 12     | 37,78  |               |
| Parma               | 1 iulie 1996      | 30 iunie 1998      | 87     | 42     | 27     | 18     | 48,28  |               |
| Juventus            | 9 februarie 1999  | 17 iunie 2001      | 114    | 63     | 33     | 18     | 55,26  |               |
| AC Milan            | 6 noiembrie 2001  | 31 mai 2009        | 420    | 238    | 101    | 81     | 56,67  | [ 15 ] [ 16 ] |
| Chelsea             | 1 iulie 2009      | 22 mai 2011        | 109    | 67     | 20     | 22     | 61,47  |               |
| Paris Saint-Germain | 30 decembrie 2011 | 25 iunie 2013      | 77     | 49     | 19     | 9      | 63,64  |               |
| Real Madrid         | 25 iunie 2013     | 25 mai 2015        | 119    | 89     | 14     | 16     | 74,79  | [ 17 ]        |
| Bayern Munich       | 1 iulie 2016      | 28 septembrie 2017 | 60     | 42     | 9      | 9      | 70     |               |
| Napoli              | 23 mai 2018       | 10 decembrie 2019  | 73     | 38     | 19     | 16     | 52,05  | [ 18 ]        |
| Everton             | 21 decembrie 2019 | 1 iunie 2021       | 67     | 31     | 14     | 22     | 46,27  | [ 19 ]        |
| Real Madrid         | 1 iunie 2021      | Prezent            | 166    | 117    | 26     | 23     | 70,48  | [ 21 ]        |
| Total               | Total             | Total              | 1.337  | 791    | 300    | 246    | 59,16  | —             |